# Jurica Zadravec
Jurica Zadravec, slovenski mlinar, gospodarstvenik in publicist, * 3. februar 1907, Središče ob Dravi, † 23. avgust 1973, Središče ob Dravi.

## Življenje in delo
Jurica Zadravec, sin Jakoba Zadravca, je po končani ljudski šoli v rojstnem kraju obiskoval v Mariboru nižjo klasično gimnnazijo (1918–1922) in dvoletno trgovsko šolo (1923–1924). Leta 1930 je diplomiral za komercialnega inženirja na Institut supérieur technique et colonial de Liège. Po končanem študiju je opravil prakso v mariborski podružnici Ljubljanske kreditne banke in se usposobil za bančnega uradnika in kasneje delal v očetovem podjetju, postal družabnik in prokurist; vodil je nabavo žita, prodajo moke ter izvoz krmil v Avstrijo in Švico. Ukvarjal se je tudi z vinogradništvom. Aprila 1941 so ga nemški okupatorji zaprli na Grad Borl in po štirih mesecih z družino izselili v Nemčijo (Scheklingen pri Ulmu), od tod pa poslali na prisilno delo v Kronach (Nemčija), kjer je opravljal težaška in tudi strokovna dela v mlinskem podjetju K. Schreider. Po vojni je bilo njegovo posestvo z zakonom o agrarni reformi razlaščeno, 1948 je bil nacionaliziran mlin, Zadravec pa imenovan za v. d. direktorja okrajnih gospodarskih podjetij na Ptuju. Leta 1954 se je zaposlil pri Glavni zadružni zvezi v Ljubljani, 1954–1956 pri Vinu Koper, 1956–1957 pri Vinagu v Ljubljani, 1958–1971 pri Vinagu v Mariboru; 1972 je bil upokojen kot ekonomski svetnik pri Zadružni poslovni zvezi na Ptuju.
Pred vojno je objavil več člankov komercialne, tehnološke, davčne in vinogradniške vsebine, po vojni pa pisal predvsem o vinski trgovini. Več let je tudi redno dopisoval v Allgemeine deutsche Weinfachzeitung (Neustadt) in Schweizerische Weinzeitung (Zürich), kjer je predvsem obveščal strokovne in trgovske kroge o vinskih letinah, značilnostih vinskih okolišev in jugoslovanskih vinih.